# Angelika Dopheide
Angelika Dopheide, geborene Erkens (* 6. Juli 1946 in Bielefeld) ist eine deutsche Kommunalpolitikerin (SPD). Sie war von 1994 bis 1999 Oberbürgermeisterin von Bielefeld.

## Leben
Angelika Dopheide besuchte die Ursulinenschule in Bielefeld, an der sie die Mittlere Reife machte. Nach der Schulzeit absolvierte sie eine Ausbildung zur Beschäftigungstherapeutin und arbeitete anschließend in den Von Bodelschwinghschen Anstalten Bethel.
1980 trat Dopheide der Arbeiterwohlfahrt (AWO) bei und war ab 2010 als Vorsitzende des Präsidiums und des Aufsichtsrates des AWO-Kreisverbandes Bielefeld tätig.
Sie heiratete 1968 Bernd Dopheide und bekam 1972 das erste Kind. Nach der Geburt verließ sie die Arbeit, um sich auf die Familie zu konzentrieren. Im Jahr 1974 bekam sie ihr zweites Kind. 2002 verstarb ihr Mann.

## Politik
Dopheide trat 1973 mit ihrem Mann der SPD bei. Im Jahr 1979 wurde sie in die Bezirksvertretung Schildesche gewählt, wo sie bis zu ihrer Wahl 1984 in den Rat der Stadt tätig war. Im Rat wurde sie 1986 Vorsitzende des Sozialausschusses und des Behindertenbeirates.
Von 1989 bis 1994 war sie Bürgermeisterin der Stadt Bielefeld und zudem stellvertretende Fraktionsvorsitzende. Am 10. November 1994 wurde sie vom Rat der Stadt Bielefeld zur ersten hauptamtlichen Oberbürgermeisterin in Nordrhein-Westfalen gewählt. Damit schied sie aus dem Rat der Stadt aus. Im Jahr 1999 war sie Spitzenkandidatin der SPD bei der Bürgermeisterwahl, konnte sich aber nicht gegen ihren Vorgänger Eberhard David behaupten und verlor die Wahl.

## Schriftquellen
- Alexandra Buck: Die kluge Menschenfreundin, Nominiert für den Frauenpreis: Angelika Dopheide, Aufsichtsratsvorsitzende des AWO-Kreisverbandes Bielefeld, Neue Westfälische, Bielefeld 25. Januar 2014 (online)